# Klaus xứ Amsberg
Klaus xứ Amsberg, sau là Claus xứ Armsberg (tiếng Đức: Klaus von Amsberg; tiếng Hà Lan: Claus van Amsberg; tên đầy đủ: Claus George Willem Otto Frederik Geert van Amsberg; 06 tháng 9 năm 1926 - 06 tháng 10 năm 2002), là chồng của Nữ vương Beatrix của Hà Lan, ông chính thức trở thành Vương tế Hà Lan sau khi vợ của ông là Vương nữ Beatrix trở thành Nữ vương Hà Lan từ năm 1980 đến lúc ông tạ thế vào năm 2002.

## Tiểu sử
Klaus-Georg Wilhelm Otto Friedrich Gerd von Amsberg được sinh ra trên đất của gia tộc mình, Haus Dötzingen, gần Hitzacker, Đức vào ngày 6.9.1926. Cha ông là Claus Felix von Amsberg và mẹ ông là Baroness Gösta von dem Bussche-Haddenhausen. Cha ông, một thành viên của giới quý tộc Đức, điều hành một trang trại lớn ở Tanganyika (trước đây là thuộc địa của Đức ở Đông Phi) từ năm 1928 cho đến khi chiến tranh thế giới II. Từ năm 1938 Claus và sáu chị em của mình lớn lên trên ấp ông bà ngoại "của họ thuộc Lower Saxony.

## Tạ thế

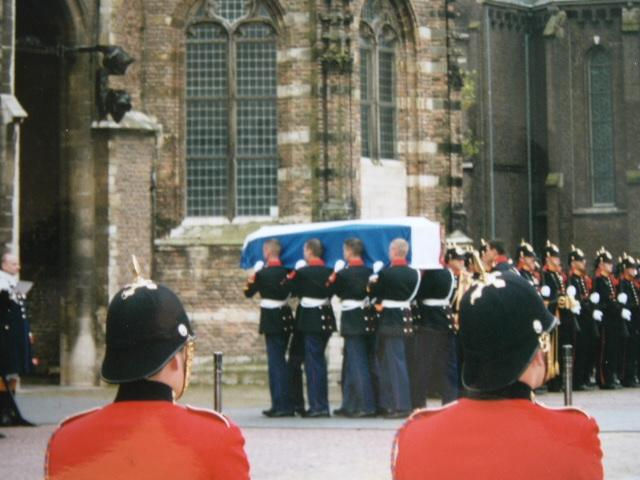
Đám tang của Vương tế Klaus

Vương tế Klaus được chẩn đoán là mắt nhiều chứng bệnh khác nhau, chẳng hạn như trầm cảm, ung thư và bệnh Parkinson. Ông qua đời tại Amsterdam vào ngày 06.10.2002 sau một thời gian dài bị bệnh, mất hưởng thọ 76 tuổi. Ông tạ thế chưa đầy 4 tháng sau sự ra đời của đứa cháu nội đầu tiên của mình là, Catharina-Amalia của Hà Lan.
Ông được mai táng trong khu mộ của Vương thất ở Delft vào ngày 15 tháng 10. Đó là đám tang nhà nước đầy đủ đầu tiên kể từ khi Nữ vương Wilhelmina qua đời năm 1962.

## Con cái
| Tên                  | Ngày sinh  | Chú thích |
| -------------------- | ---------- | --- |
| Vua Willem-Alexander | 27.04.1967 | Kết hôn với Máxima Zorreguieta Cerruti năm 2002, hiện là Máxima, Vương hậu Hà Lan, họ có với nhau 3 người con gái.     |
| Vương tử Friso       | 25.09.1968 | Kết hôn với Mabel Wisse Smit năm 2004, hiện là Mabel Wisse Smit, họ có với nhau hai con gái.                           |
| Vương tử Constantijn | 11.10.1969 | Kết hôn với Laurentien Brinkhorst, hiện là Laurentien Brinkhorst năm 2001, họ có với nhau hai con gái và một con trai. |

## Liên kết
- In pictures: Prince Claus remembered
- Video: Condolences pour in, ngày 7 tháng 10 năm 2002
- Dutch Royal Family website: Biography Lưu trữ ngày 28 tháng 3 năm 2009 tại Wayback Machine
- Profile at The International Institute of Social Studies Lưu trữ ngày 4 tháng 12 năm 2010 tại Wayback Machine (ISS)